# Deutsche Volkszeitung (Saratow)
Die Deutsche Volkszeitung erschien in Saratow im  Russischen Kaiserreich von 1906 bis 1916. Sie war die wichtigste Zeitung der Wolgadeutschen in dieser Zeit.  

## Vorherige deutsche Zeitungen in Saratow
Von 1864 bis 1866 gab es die Saratowsche Deutsche Zeitung  als erste deutschsprachige Zeitung im Wolgagebiet. Sie   enthielt vor allem praktische Ratschläge  und Informationen für die deutschen Kolonisten.
Seit Januar/Februar 1906 erschien eine wöchentliche Saratower Deutsche Zeitung, die jedoch bereits im September wieder ihr Erscheinen einstellte.

## Deutsche Volkszeitung
Im August 1906 erschien eine Probenummer der Deutschen Volkszeitung, die wahrscheinlich keine Beziehung zur vorherigen Saratower Deutschen Zeitung hatte. Seit Oktober erschien diese zweimal wöchentlich.
Sie berichtete ebenfalls über verschiedene Themen, die die deutschen Siedler im Wolgagebiet betrafen, darunter vor allem praktische Fragen zur Landwirtschaft, sie enthielt aber auch Beiträge zur wolgadeutschen Kultur und Erzählungen und Gedichte von regionalen Autoren. 
Seit 1907 kritisierte die Deutsche Volkszeitung Missstände in der Region stärker und galt deshalb einigen als sozialistisch.
1911 hatte sie eine Auflage von 5.200 verkauften Exemplaren  und gehörte damit zu den verbreitetsten deutschen Zeitungen im Russischen Kaiserreich.
Ende des Jahres wurde sie formal eingestellt, um den radikalen Kurs einzudämmen, möglicherweise, um Zensurmaßnahmen vorzubeugen.
Seit Januar 1912 erschien sie als Volks-Zeitung mit ähnlichen Themen.
Seit dem  Beginn des Ersten Weltkriegs 1914 konnte die Volks-Zeitung als einzige größere deutschsprachige Zeitung in mittleren und südlichen  Russland weiterbestehen, sie hatte in dieser Zeit eine deutlich russisch-patriotische Ausrichtung. Anfang 1915 hatte sie eine Auflage von nur noch 600 Exemplaren. Nach der großzügigen Unterstützung durch den Großindustriellen Friedrich Schmidt konnten 1916 etwa 4.000 Exemplare verkauft werden, darunter auch im Schwarzmeergebiet, im Kaukasus und in weiteren Gebieten.
In diesem Jahr musste sie ihr Erscheinen dann aber einstellen.
Chefredakteure waren Adam Lahne (1906), Seraphim Karachanjanz (1907–1911), Heinrich Abels (1912–1914) und Georg Löbsack (1915–1916), zu den wichtigsten Redakteuren und Mitarbeitern gehörten Adam Emich (–1911), Peter Sinner und August Lonsinger.

## Weitere deutsche Zeitungen in Saratow
Seit dem 1. Juli 1917 erschien die  Saratower Deutsche Volkszeitung,  die von Johannes Schleuning geleitet wurde. Diese hatte bald eine Auflage von 11..000 Exemplaren. Anfang 1918 musste das Erscheinen eingestellt werden.
Danach  wurde Tageszeitung Nachrichten von 1918 bis 1941 in Saratow als Organ der KPdSU herausgegeben.